# Геофизика
Геофизиката е физика на Земята и нейната среда в космоса.
Неин обект на изследване е формата на Земята, нейните гравитационни и магнитни полета, електрично поле, динамиката на Земята като цяло и нейните компонентни части, вътрешната структура на Земята, устройство и тектоника, магмените генерации, вулканизмът и формирнето на скали, хидроложкия цикъл, включително сняг и лед, всички аспекти на океаните, атмосферата, йоносферата, магнитосферата и слънчево-земните връзки, също аналогични проблеми, свързани с Луната и други планети.